# 24 кадра
24 кадра (фр. 24 Frames) — иранский экспериментальный фильм-драма 2016 года, последняя работа иранского режиссёра Аббаса Киаростами, завершена его сыном Ахмадом. Премьера ленты состоялась 23 мая 2017 года на 70-м Каннском международном кинофестивале (2017), где она участвовала во внеконкурсной программе на специальных показах до 70-летнего юбилея кинофестиваля.

## Сюжет
Фильм состоит из коротких историй, каждая из которых посвящена одной фотографии, которые режиссёр делал в течение 40 лет. 23 фотографии и картина нидерландского художника Питера Брейгеля Старшего сплетаются воедино и превращаются в плавный рассказ. В фильме отсутствуют диалоги, показаны только пейзажи и животные.